# 퍼스 아레나
퍼스 아레나(Perth Arena)는 오스트레일리아 웨스턴오스트레일리아주 퍼스에 위치한 실내 경기장이다. NBL 퍼스 와일드캐츠의 홈 경기장으로 사용되고 있다.